# Palk Strait híd
A Palk Strait híd egy javaslat volt egy 23 km hosszú hídról a Palk Öblön keresztül, az indiai Dhanushkodi és a Srí Lanka-i Talaimannar között. A javaslatot az indiai közlekedési miniszter, Nitin Gadkari továbbküldte az Ázsiai Fejlesztési Banknak 2015 júniusában. 2015 decemberében az autópálya-miniszter, Lakshman Kiriella elutasította a javaslatot. 

## Fordítás
Ez a szócikk részben vagy egészben  a   Palk Strait bridge című angol Wikipédia-szócikk ezen változatának fordításán alapul.  Az eredeti cikk szerkesztőit annak laptörténete sorolja fel. Ez a jelzés csupán a megfogalmazás eredetét és a szerzői jogokat jelzi, nem szolgál a cikkben szereplő információk forrásmegjelöléseként.